# Джапич, Анто
Анто Джапич (хорв. Anto Đapić; род. 22 августа 1958, Чапразлие, Ливно) — хорватский праворадикальный политик, депутат парламента Хорватии пяти созывов (получал мандат на выборах 1992, 1995, 2000, 2003 и 2007 годов), бывший глава Хорватской партии права (ХПП) и бывший мэр Осиека.

## Биография
В 1991 году Джапич вступил в Хорватскую партию права. После убийства Анте Параджика был временно назначен заместителем главы партии, а также временным исполняющим обязанности начальника штаба Хорватских оборонительных сил (до 1 июля 1992 года).
В 1992 году Джапич впервые избран депутатом хорватского парламента. В июле 1993 года он был исключён из партии. 11 сентября 1993 года, пока глава партии Доброслав Парага находился в США, сторонники Джапича организовали партийный съезд, где избрали его председателем ХПП. Суд постановил, что Джапич имеет право использовать название ХПП. В том же году на выборах его партия набрала 5,1 % голосов, именно столько, сколько было нужно для прохождения в парламент. Парага настаивал на том, что Джапич был избран незаконно, поэтому он создал новую партию «Хорватская партия права 1861», которая так и не сумела пройти в парламент, участвуя в выборах с 1993 года.
10 апреля 1997 года принял участие в праздновании в Сплите годовщины основания Независимого государства Хорватия, а в октябре 2003 года открестился от усташевского движения, назвав его то ли проигрышным, то ли губительным (хорв. gubitničkim).
После провала на президентских выборах 2000 года, на которых Джапич занял лишь пятое место, он попытался изменить восприятие своей партии среди избирателей, выступая против функционирования Международного трибунала по бывшей Югославии, высказывая евроскептицизм и исповедуя социальный консерватизм. Джапич сравнивал возможную легализацию однополых браков с Содомом и Гоморрой.
В 2005 году голоса членов партии Бранимира Главаша Хорватский демократический союз Славонии и Бараньи помогли Джапичу стать мэром города Осиек. Эту должность он занимал до начала сентября 2007 года. Когда его преемник Горан Маткович в январе 2009 года подал в отставку, Джапич снова занял пост главы города, где проработал лишь несколько месяцев, до проведения местных выборов в мае 2009 года.
Женат, имеет дочь.